# Kniva
Kniva is een plaats in de gemeente Falun in het landschap Dalarna en de provincie Dalarnas län in Zweden. De plaats heeft 127 inwoners (2005) en een oppervlakte van 38 hectare. De plaats ligt aan de rivier de Knivån.

## Verkeer en vervoer
Bij de plaats loopt de Riksväg 69.